# Lalo Harbín
Abelardo Harbín más conocido como Lalo Harbin (Lujan, Buenos Aires, Argentina; 1908) - San Vicente, Buenos Aires; 1978) fue un popular actor y animador radial argentino de larga trayectoria.

## Carrera
Hijo de Don Abelardo y Doña Adela Paggi de Harbín y nacido en la localidad de Lujan, en la provincia de Buenos Aires, se inició muy joven en festivales, recitando versos de tango. Fue asimismo animador de muchos programas relacionados con la música ciudadana, entre ellos, Con letra de tango por Radio Splendid, junto a la orquesta típica de Ángel Domínguez.
Galán de la época del cine y el radioteatro argentino, Lalo Harbín supo brillar notoriamente durante varias décadas. En su filmografía interpretó papeles primarios o como "parteneaire" de aclamadas actrices como Perla Mux. Se inició en el film Ayúdame a vivir, dirigido por José Agustín Ferreyra y  estelarizado por Libertad Lamarque, Floren Delbene y Santiago Gómez Cou.
En radio cumplió con su doble rol de actor y conductor de varios radioteatros y ciclos radiales. Mientras que en televisión actuó en Teatro Palmolive del Aire, junto a Salvador Striano y Jaime Más.
Fue el responsable de iniciar a primera actriz Silvana Roth en el mundo artístico, quien le dijo a sus padres que la permitieran aproximarse al cine. Él se encargó de que Luis Moglia Barth le hiciera una prueba en la Argentina Sono Film.

## Vida privada
Estuvo casado por varios años con la famosa cancionista, tonadillera, cupletista, cantante de tango y actriz española Anita Palmero, cuya separación casi termina en tragedia cuando Harbin le disparó tres veces a la cancionista en plena calle por despecho. Las balas la hirieron gravemente. Tuvo que ser operada dos veces y tuvo larga convalecencia. El hecho ocurrió el 6-12-39 frente al 603 de Carlos Pellegrini.
Casado en segundas nupcias con la actriz Lidia Fidane, con quien tuvo un hijo en 1961 y con quien vivió hasta su fallecimiento, en 1978.

## Filmografía
- 1939: Frente a la vida.
- 1937: Nobleza gaucha.
- 1936: Ayúdame a vivir.[3]

## Radio
- Amigo, yo lo ví, con libretos de Enrique Sdrech. Emitido por Radio El Mundo.
- 1953: Caídos en el infierno, junto a Malisa Zini y Santiago Arrieta, emitido por Radio El Mundo.
- 1952: Radioteatro con Eva Flores por Radio Belgrano.
- Letra de tango
- De hombre a hombre con Enrique Muiño y Ángel Magaña.[4]
- 1949: Mujeres en el tiempo, con libreto de Nené Cascallar, junto a Rosa Rosen.
- 1941: Los sordos, junto a Marino Seré y Miguel Gómez Bao.